# Hertogdom Spoleto
Het hertogdom Spoleto bestond van 571 tot 1231. Het vorstendom was opgericht na de invallen van de Longobarden, van wie Faroald in 571 de grondvester was. Het behoorde oorspronkelijk tot het Longobardische Rijk, maar kon steeds zelfstandiger worden van de koning, die in Noord-Italië verbleef en zijn gezag in het zuiden verloor. Nadat Karel de Grote Italië veroverde in 774 moesten de hertogen van Spoleto de soevereiniteit van de Karolingen erkennen. Later kon hertog Wido rekenen op erkenning als koning van 'Italië' (Italicum, zie ook koninkrijk Italië) en als keizer, in 889 respectievelijk 891. Ook zijn opvolger Lambert werd Duits keizer. Het werd in de 10e eeuw een gebruik om de hertogen van Spoleto door de Italische koningen en de keizers aan te wijzen; hierdoor kwam het meermalen voor dat Duitse vorsten tot hertog van Spoleto werden benoemd. De Abruzzen gingen in de 12e eeuw verloren aan het koninkrijk Sicilië. In 1231 kwam Spoleto aan de Kerkelijke Staat, wat het einde van het hertogdom betekende.

## Hertogen van Spoleto

### deel van Lombardije
- Faroald I 570-592
- Ariulf 592-602
- Theodelap 602-650
- Attone 650-665
- Thrasimund I 665-703
- Faroald II 703-724
- Thrasimund II 724-739 († ca. 745)
- Hilderik 739-740
- Thrasimund II 740-742 († ca. 745) (opnieuw)
- Agiprand 742-744
- Transimund II 744-ca. 745 (opnieuw)
- Lupus 745-752
- Unnolf 752
- Aistulf 752-756 (koning van Lombardije 749-756)
- Ratchis 756-757 (koning van Lombardije 744-749)
- Alboin van Spoleto 757-758
- Daufer  758-759 († 774) (koning van Lombardije 756-774)
- Gisulf van Spoleto 759-761
- Theodicius 763-773

### deel van het Frankische Rijk 774-843
- Hildeprand 774-788
- Winiges 789-822
- Suppone I 822-824
- Adelard 824
- Mauring 824
- Adelchis I 824-834
- Lambert 834-836
- Berengar 836-841

### deel vanLothringentot 855 en daarna van Italië tot 964
- Wido I, 842-858/860 (Widonen)
- Lambert I 860-871
- Suppone II, graaf van Camerino, schoonvader van koning Berengar I
- Suppone III 871-874 ∞ NN, zuster van markgraaf Eberhard van Friuli (Unruochingen)
- Lambert I (opnieuw) 875-879 samen met
- Wido II 876-882 samen met
- Wido III 880-894, rooms-koning in 889 en keizer in 891
- Lambert II 894-898
- Alberik I 898-922 (Graven van Tusculum)
- Bonifatius I 923-928
- Peter 924-928
- Theobald I 928-936
- Anscar van Camerino en Spoleto 937-940
- Sarlione 940-943
- Hubert 943-946, schoonzoon van Bonifatius (Bosoniden
- Bonifatius II 946-953
- Theobald II 953-959
- Thrasimund III 959-967
- Pandulf I 967-981 (hertog van Benevento 943-981)
- Thrasimund IV 982-989 (hertog van Camerino)

### deel van Toscane 989-ca. 1020
- Ademar 999- ?
- Romanus 1003- ?
- Reinier 1010-ca. 1020 († 1027) (markgraaf van Toscane 1014-1027)

- Hugo II ca. 1020-1035
- Hugo III 1036-1043
- deel van Toscane 1043-1056
- Gotfried 1057-1070 (hertog van Neder-Lotharingen)
- deel van Toscane 1070-1082
- Reinier II 1082-1086
- deel van Toscane 1086-1093
- Werner II 1093-1119 (markgraaf van Ancona)
- deel van Toscane 1119-1171
- Ridelulf 1172- ?
- Koenraad I van Urslingen, 1177-1198 vermeld
- Pandulf II 1190-1195
- Hendrik van Urslingen, Koenraads zoon, 1205
- Koenraad II van Urslingen, Hendriks broer, 1198-1205 vermeld
- Diepold VII van Vohburg (Diepoldingen-Rapotonen), hertog vanaf 1209, † 1225
- Reinald van Urslingen, Koenraads broer, 1223-1230 vermeld
- Koenraad Guiskard van Urslingen, Koenraads zoon, 1227-1267 vermeld
- Berthold van Urslingen, neef van Reinald, 1251-1276 vermeld
- Reinald van Urslingen, broer van Berthold, 1251-1276 vermeld